# جبن بروفل
جبن بروفل (بالإنجليزية: Provel cheese) هو منتج جبن مُصنَّع أبيض اللون مشهور بشكل خاص في مطبخ سانت لويس، وهو مزيج من جبنة تشيدر والجبن السويسري وجبن بروفولوني. يتميز جبن بروفل بدرجة انصهار منخفضة، وبالتالي يمتلك قواماً لزجاً وزبدانياً تقريباً عند درجة حرارة الغرفة. يُعدُّ الزينة التقليدية للبيتزا بطريقة سانت لويس. وكثيراً ما يُستخدَم أيضاً في إعداد حساء الجبن ويُقدَّم على السلطات والدجاج وساندويتش جربر. تستخدم بعض المطاعم بروفل في أطباق المعكرونة مع الصلصة البيضاء بدلاً من الجبن الإيطالي الطازج التقليدي والقشدة.

## وصلات خارجية
- "Famous Gerber sandwich recognized", Riverfront Times, 8 October 2003